# Wu Bing
Wu Bing (吴兵S, Wú BīngP; Shanghai, 7 febbraio 1968) è un ex calciatore ed ex giocatore di calcio a 5 cinese, di ruolo difensore.

## Carriera
Wu ha disputato il FIFA Futsal World Championship 1996 in cui la nazionale cinese di calcio a 5 è stata eliminata nel girone del primo turno comprendente Paesi Bassi, Russia e Argentina.